# Аль-Магриби
Мухи ад-Дин Яхья ибн Мухаммад ибн Аби-и-Шукр аль-Магриби (араб. محي الدين المغربي‎; ок. 1220, Магриб — ок. 1283, Мераге) — математик и астроном государства Хулагуидов. Работал в Дамаске, с 1260 — в Марагинской обсерватории Насир ад-Дина ат-Туси.
Составил ряд комментариев к сочинениям Евклида, Аполлония, Феодосия, Менелая, Птолемея. Написал «Трактат о фигуре секущих», «Книгу об астролябии», «Тракатат о способе определения синусов в круге», «Книгу об определении уравнения дня, амплитуды востока и угла поворота небесной сферы геометрическим методом».